# سیارک ۷۵۷۸
سیارک ۷۵۷۸ (به انگلیسی: 7578 Georgbohm، نامگذاری:1990SP7) هفت هزار و پانصد و هفتاد و هشتمین سیارک کشف شده‌است که در ۲۲ سپتامبر ۱۹۹۰ کشف شد.
قدر مطلق سیارک برابر ۱۲٫۶۰ است.